# Bambara (insecte)
Pour les articles homonymes, voir Bambara (homonymie).
Genre
Bambara est un genre de coléoptères de la famille des Ptiliidae, dans la sous-famille des Ptiliinae et dans la tribu des Ptiliini.

## Historique
Alors que son frère Jean Vuillet est chef du service Agriculture du Haut-Sénégal et Niger, l'entomologiste André Vuillet (d), en poste en France, profite de l'occasion et demande de lui collecter des coléoptères dans la région de Koulikoro (actuel Mali). Parmi ceux-ci, André Vuillet identifie une nouvelle espèce, Bambara joannisi, pour laquelle il crée le genre nommé en référence à l'ethnie du même nom présente au Mali.

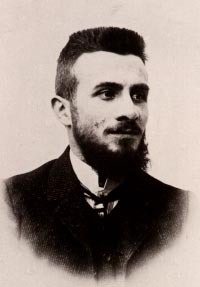
André Vuillet (1883-1914).
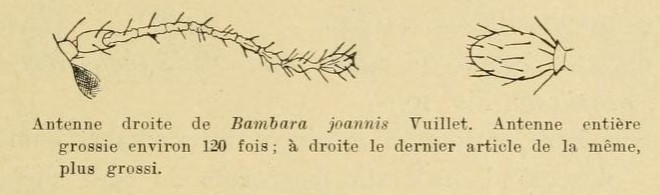
Antenne de Bambara joannisi Vuillet, 1911.

## Liste d'espèces
- Bambara brunnea
- Bambara contorta
- Bambara dybasi
- Bambara edwardi
- Bambara elongatula
- Bambara frosti
- Bambara fusca
- Bambara intricata
- Bambara invisibilis
- Bambara joannisi Vuillet, 1911
- Bambara lanquidula
- Bambara merina
- Bambara nidicola
- Bambara opaca
- Bambara problematica
- Bambara secubita
- Bambara steevesi
- Bambara sublutea
- Bambara testacea
- Bambara thomasi
- Bambara verecunda
- Bambara wagneri

Selon BioLib (26 février 2021) :
- Bambara fragilis Darby, 2019
- Bambara fusca (Dybas, 1966)
- Bambara lyrae Darby, 2019
- Bambara testacea (Britten, 1926)

## Publication originale
- André Vuillet, « Description d'un Trichopterigydae de l'Afrique occidentale française », Insecta : publication mensuelle de la Station entomologique de la Faculté des sciences de Rennes,‎ août 1911, p. 159-161 (lire en ligne, consulté le 22 janvier 2018).